# Warren Ward
Warren Andrew Ward, conocido como Warren Ward (nacido el 06 de noviembre de 1989 en London, Canadá) es un jugador, ya retirado, de baloncesto canadiense, si bien cuenta con pasaporte de Guyana. Con 1 metro y 96 centímetros de estatura, jugaba en la posición de alero, pudiendo actuar igualmente de escolta.

## Trayectoria
Formado académica y deportivamente en la Universidad de Ottawa, en Canadá. Ganó notoriedad en su último año universitario, en el que finalizó con un promedio de 18,8 puntos por partido, lo que suscitó el interés de varias franquicias de la NBA para las que realizó diversas pruebas. 
En verano de 2013 inició su trayectoria profesional firmando con el TBB Trier, equipo de la Bundesliga alemana. Completó la temporada acreditando 6,6 puntos y 3,4 rebotes en poco menos de 20 minutos por partido. 
La temporada 2014/15 la comenzó en el SAP Vaucluse Avignon, equipo de la NM1 francesa. Tras disputar únicamente 9 partidos, en noviembre regresa a Canadá para incorporarse al Mississauga Power. 
En las temporadas 2015/16 y 2016/17 disputa la Liga Nacional de Baloncesto de Canadá. En la primera de ellas, como jugador del London Lightning, es elegido mejor jugador nacional del año. En 2016/17, jugando para Windsor Express, es elegido en el mejor quinteto de la Liga, logrando unos promedios de 14,1 puntos, 4,3 rebotes y 2,4 asistencias por encuentro. 
En agosto de 2017 es anunciado su fichaje por el Cáceres Patrimonio de la Humanidad, equipo de la liga LEB Oro española. Tras disputar 20 partidos, y siendo entonces el máximo anotador del equipo con un promedio de 14,2 puntos por encuentro, sufrió la rotura parcial del ligamento lateral externo de la rodilla izquierda, no pudiendo terminar la temporada.
Aunque en su momento no anunció oficialmente su retirada, abandonó la práctica del baloncesto tras no superar dicha lesión.